# Palanga
Palanga (njemački: Polangen, poljski: Połąga) je grad u zapadnoj Litvi u okrugu Klaipėda. Najvažniji turističko središte u Litvi na Baltičkom moru.

## Zemljopisni položaj
Grad se nalazi u zapadnoj Litvi na obalama Baltičkog mora i južno od rijeke Šventoji. Udaljen je 24 km južno od državne granice s Latvijom. Gradskoj općini pripadaju i susjedni manji gradovi Šventoji, Nemirseta i Būtingė te još nekoliko manjih naselja.

## Demografija
Godine 1823. Palanga je imala 800 stanovnika, broj stanovnika se sporo povećavao tako da je grad sto godina kasnije 1923. imao 2.000 stanovnika. Prema podacima iz 2008. godine Palanga ima 17.600 stanovnika, te je 21 grad po veličini u zemlji.

## Gradovi prijatelji
- Łódź, Poljska
- Ustka, Poljska
- Frederiksbergas, Danska
- Jūrmala, Latvija
- Liepoja, Latvija
- Simrishamnas, Švedska
- Pärnu, Estonija
- Bergen auf Rügen, Njemačka

## Vanjske poveznice
- Službene stranice  Arhivirana inačica izvorne stranice od 21. studenoga 2004. (Wayback Machine)
- Turistička zajednica  Arhivirana inačica izvorne stranice od 27. rujna 2007. (Wayback Machine)